# TAGMAG
TAGMAG is een Vlaams internetplatform dat zich specifiek richt op jongeren. De doelgroep bestaat uit de groep 16- tot 24-jarigen. TAGMAG is opgericht op 22 december 2012 vanuit het tv-productiehuis Seamonster. In 2017 startte de samenwerking met uitgeverij Borgerhoff & Lamberigts.
Het platform richt zich op nieuwsvoorziening, maar brengt ook (reality)series uit.

## Presentatoren
Presentatoren bij TAGMAG worden 'insiders' genoemd. Anno 2022 werken onder andere Jamie-Lee Six, Ender Scholtens, Fabian Feyaerts, Maximiliaan Verheyen en Jaël Ost als presentator. Voorheen waren ook Bab Buelens, Jasper Publie, Taylor Jones en Nora Gharib werkzaam bij het platform.

## Series
TAGMAG produceert eigen series die vervolgens op Facebook, Instagram en YouTube worden uitgezonden. Sinds december 2020 is TAGMAG ook te bekijken op Streamz.
| Jaar      | Naam serie           |
| --------- | -------------------- |
| 2018      | Challenge Accepted   |
| 2018      | J'aime Lee           |
| 2019      | Tagmansion 1         |
| 2019      | The Express          |
| 2020      | Tagmansion Après-ski |
| 2020      | The Maze             |
| 2020-2021 | Jamie's Job Hunt     |
| 2020-2021 | Bootcamp             |
| 2021      | Student Confessions  |
| 2021      | Tagmansion 3         |
| 2021      | Snatched             |
| 2021      | Curious              |
| 2021      | Freshmen's Guide     |
| 2022      | Bootcamp 2           |
| 2022      | Love Me              |
| 2022      | Tagmansion 4         |
| 2022-2023 | Snatched 2           |
| 2023      | Snowjob              |
| 2023      | Love Me 2            |
| 2023      | Tagmansion 5         |
| 2023      | Shot in the dark     |

## Overige
Tijdens de coronapandemie in 2020 startte TAGMAG in samenwerking met MNM een livestream. Dit was naar aanleiding van de uitspraak van Maggie De Block om tijdens de pandemie vooral thuis te blijven. Met de livestream willen beide bedrijven de Vlaamse jongeren in hun 'kot' houden. Tijdens deze livestream strijden twee bekende personen tegen elkaar in verschillende challenges, waarbij de kijker kan meedoen.